# Jacob Bording
Jacob Bording (Antuérpia, 17 de Novembro de 1511 — Copenhagen, 3 de Setembro de 1560) foi médico, filólogo e pai do jurista Jakob Bording, o Jovem (1547-1616). Era filho do comerciante belga Nikolaus Bording (1449–1520) e de Adriane d’Adriani, filha da influente família holandesa Adriani e sobrinha do cardeal Adriaan Florisz Boyens (1459-1523), futuro papa Adriano VI. Após deixar a escola em Antuérpia, estudou idiomas clássicos na Universidade de Lovaina.
Em 1530, seguiu para Paris onde estudou com Jacobus Sylvius (1478-1555), e mais tarde Medicina na Universidade de Montpellier. Em 1540, recebeu seu diploma de Doutorado na Universidade de Bolonha. Foi casado com Francisca Negroni (1523-1582), filha de um patrício genovês, com quem teve nove filhos. Ao terminar o curso de medicina, retornou para Antuérpia, sua cidade natal. Porém, devido à perseguição aos evangélicos, emigrou, primeiro para Hamburgo, e em 1549, foi nomeado por Henrique V, Duque de Mecklenburg-Schwerin (1479-1552), professor titular na Universidade de Rostock.
Sete anos depois, foi nomeado médico particular de Cristiano III (1503-1559), rei da Dinamarca e da Noruega. Na mesma época foi nomeado professor e reitor da Universidade de Copenhague. Seu filho Jakob Bording, o Jovem (1547–1616) foi chanceler de Mecklemburgo e burgomestre de Lubeque e sua filha Johanna Bording (1544-1584), foi casada com o professor de teologia Lucas Bacmeister, o Velho. 

## Obras
- „Anatomie, Zusammenfassung im Namen Bordings“, herausgegeben zunächst in Helmstedt, später durch Levinus Battus in Rostock unter dem Titel „Physiologie“ im Jahr 1591.
- „Pathologie, ein Kommentar zu drei Büchern des Galen“, über die Unterschiede und Ursachen der Krankheiten und Symptome. Herausgegeben durch Levinus Battus, Rostock 1591.
- „Gewisse Ratschläge für die berühmtesten Grundsätze, nach Vorschrift.“ Rostock 1604